# Škoda 41T
Der Škoda 41T ist ein durchgehend niederfluriger Gelenkstraßenbahn-Triebwagen des tschechischen Herstellers Škoda Transportation für die Stadtbahn Bonn.

## Geschichte
Im Dezember 2019 wurden 26 dreiteilige Niederflurwagen bestellt. Es bestand die Option, zwölf weitere zu bestellen, sowie die entsprechende Erweiterung des Ersatzteilliefervertrags. Im August 2022 wurde ein Fahrzeug in Wien einem Test in einer Kältekammer Temperaturen von bis zu −25 Grad Celsius unterzogen. Daraufhin führte der Triebwagen rund zwei Monate im Netz der Straßenbahn Pilsen Testfahrten durch, unter anderem auch um Vergleichsdaten zum ähnlichen, aber anders aufgebauten Fahrzeug Škoda 40T im dortigen Netz zu bekommen.
Ende November 2022 wurden aus der Option zwei weitere Fahrzeuge bestellt, wodurch sich die Gesamtzahl auf 28 erhöht. Als erstes Fahrzeug kam im Februar 2023 der Wagen 2252 in Bonn an. Die Zulassungsfahrten in Bonn begannen im März 2023. 
Am 29. November 2024 erfolgte die Zulassung durch die Technische Aufsichtsbehörde und am 12. Dezember 2024 der erste Einsatz im regulären Fahrgastverkehr auf der Linie 61 mit den Fahrzeugen 2251 und 2253.

## Technik
Technische Grundlage des Typs 41T ist der Typ Škoda Artic. Die dreiteiligen Triebwagen für Bonn bestehen aus zwei Endwagen, die auf je zwei zweiachsigen Triebdrehgestellen laufen und mit einem laufwerkslosen Mittelteil verbunden sind.